# Autostrade in Lussemburgo
La rete autostradale del Lussemburgo si sviluppa per 147 km e non è soggetta a pedaggio. Il limite di velocità vigente è di 130 km/h, ridotti a 110 in caso di maltempo.
| Numero | Denominazione | Lunghezza | Capisaldi ufficiali di itinerario                         | Percorso |
| ------ | ------------- | --------- | --------------------------------------------------------- | -------- |
|        | A1            | 36,203 km | Lussemburgo - Confine con la Germania presso Wasserbillig |          |
|        | A3            | 13,318 km | Lussemburgo - Confine con la Francia presso Dudelange     |          |
|        | A4            | 16,302 km | Lussemburgo - Esch-sur-Alzette                            |          |
|        | A6            | 20,791 km | Confine con il Belgio presso Steinfort - Lussemburgo      |          |
|        | A7            | 31,468 km | Lussemburgo - Clervaux                                    |          |
|        | A13           | 42,31 km  | Pétange - Confine con la Germania presso Schengen         |          |